# Aglaja (biljni rod)
Aglaja (lat. Aglaia), rod korisni, mirisni grmova iz porodice jasenjačevki (Meliaceae), dio reda Sapindales. Postoji preko 110 vrsta iz kišnih šuna tropske i suptropske Azije, Australije i zapadnog Pacifika.

## Upotreba
Drvo mnogih vrsta lokalno se koristi za izgradnju kuća, stubove za ograde, kanue, vesla, drške za sjekire, drva za ogrjev.
Imaju slatke, mesnate plodove koje uzgajaju u selima na Tajlandu, poluotoku Malezije i jedu ih autohtoni stanovnici šuma. Plodovi ovih vrsta hrana su i za ptice i sisavce po Maleziji i Australiji. Plod biljke A. mackiana, hrana je ptici patuljasti kazuar (Casuarius bennetti).
Određene vrste Aglaia tradicionalno su korištene zbog njihovih ljekovitih svojstva (poput liječenja groznice, proljeva, upale i rana). Ekstrakti se također koriste kao baktericidi, insekticidi i u parfumeriji.

## Priznate vrste
1. Aglaia agglomerata Merr. & L.M.Perry
2. Aglaia aherniana G.Perkins
3. Aglaia amplexicaulis A.C.Sm.
4. Aglaia angustifolia (Miq.) Miq.
5. Aglaia apiocarpa (Thwaites) Hiern
6. Aglaia archboldiana A.C.Sm.
7. Aglaia argentea Blume
8. Aglaia australiensis Pannell
9. Aglaia barbanthera C.DC.
10. Aglaia basiphylla A.Gray
11. Aglaia beccarii C.DC.
12. Aglaia brassii Merr. & L.M.Perry
13. Aglaia brownii Pannell
14. Aglaia bullata Pannell
15. Aglaia ceramica (Miq.) Pannell
16. Aglaia chittagonga Miq.
17. Aglaia conferta Merr. & L.M.Perry
18. Aglaia cooperae Pannell
19. Aglaia coriacea Korth. ex Miq.
20. Aglaia costata Merr.
21. Aglaia crassinervia Kurz ex Hiern
22. Aglaia cremea Merr. & L.M.Perry
23. Aglaia cucullata (Roxb.) Pellegr.
24. Aglaia cumingiana Turcz.
25. Aglaia cuspidata C.DC.
26. Aglaia densisquama Pannell
27. Aglaia densitricha Pannell
28. Aglaia edulis (Roxb.) Wall.
29. Aglaia elaeagnoidea (A.Juss.) Benth.
30. Aglaia elliptica (C.DC.) Blume
31. Aglaia erythrosperma Pannell
32. Aglaia euryanthera Harms
33. Aglaia evansensis A.C.Sm.
34. Aglaia eximia Miq.
35. Aglaia exstipulata (Griff.) W.Theob.
36. Aglaia flavescens C.DC.
37. Aglaia flavida Merr. & L.M.Perry
38. Aglaia forbesii King
39. Aglaia foveolata Pannell
40. Aglaia fragilis A.C.Sm.
41. Aglaia glabrata Teijsm. & Binn.
42. Aglaia gracilis A.C.Sm.
43. Aglaia grandis Korth. ex Miq.
44. Aglaia heterotricha A.C.Sm.
45. Aglaia hiernii King
46. Aglaia ijzermannii Boerl. & Koord.-Schum.
47. Aglaia integrifolia Pannell
48. Aglaia korthalsii Miq.
49. Aglaia lancilimba Merr.
50. Aglaia lawii (Wight) C.J.Saldanha
51. Aglaia laxiflora Miq.
52. Aglaia lepidopetala Harms
53. Aglaia lepiorrhachis Harms
54. Aglaia leptantha Miq.
55. Aglaia leucoclada C.DC.
56. Aglaia leucophylla King
57. Aglaia luzoniensis (Vidal) Merr. & Rolfe
58. Aglaia mabberleyi Pannell
59. Aglaia mackiana Pannell
60. Aglaia macrocarpa (Miq.) Pannell
61. Aglaia macrostigma King
62. Aglaia malabarica Sasidh.
63. Aglaia malaccensis (Ridl.) Pannell
64. Aglaia mariannensis Merr.
65. Aglaia membranifolia King
66. Aglaia meridionalis Pannell
67. Aglaia monocaula C.M.Pannell
68. Aglaia monozyga Harms
69. Aglaia multinervis Pannell
70. Aglaia nyaruensis C.M.Pannell
71. Aglaia odorata Lour.
72. Aglaia odoratissima Blume
73. Aglaia oligophylla Miq.
74. Aglaia pachyphylla Miq.
75. Aglaia palembanica Miq.
76. Aglaia pannelliana W.N.Takeuchi
77. Aglaia parksii A.C.Sm.
78. Aglaia parviflora C.DC.
79. Aglaia penningtoniana Pannell
80. Aglaia perviridis Hiern
81. Aglaia pinnata (L.) Druce
82. Aglaia pleuropteris Pierre
83. Aglaia polyneura C.DC.
84. Aglaia puberulanthera C.DC.
85. Aglaia pyriformis Merr.
86. Aglaia ramotricha Pannell
87. Aglaia rimosa (Blanco) Merr.
88. Aglaia rivularis Merr.
89. Aglaia rubiginosa (Hiern) Pannell
90. Aglaia rubrivenia Merr. & L.M.Perry
91. Aglaia rufibarbis Ridl.
92. Aglaia rufinervis (Blume) Bentv.
93. Aglaia rugulosa Pannell
94. Aglaia saltatorum A.C.Sm.
95. Aglaia samoensis A.Gray
96. Aglaia sapindina (F.Muell.) Harms
97. Aglaia saxonii W.N.Takeuchi
98. Aglaia scortechinii King
99. Aglaia sessilifolia Pannell
100. Aglaia sexipetala Griff.
101. Aglaia silvestris (M.Roem.) Merr.
102. Aglaia simplicifolia (Bedd.) Harms
103. Aglaia smithii Koord.
104. Aglaia soepadmoi Pannell
105. Aglaia speciosa Blume
106. Aglaia spectabilis (Miq.) S.S.Jain & S.Bennet
107. Aglaia squamulosa King
108. Aglaia stellatopilosa Pannell
109. Aglaia subcuprea Merr. & L.M.Perry
110. Aglaia subminutiflora C.DC.
111. Aglaia subsessilis Pannell
112. Aglaia taynguyenensis T.Ð.Ðai
113. Aglaia tenuicaulis Hiern
114. Aglaia teysmanniana (Miq.) Miq.
115. Aglaia tomentosa Teijsm. & Binn.
116. Aglaia unifolia P.T.Li & X.M.Chen
117. Aglaia variisquama Pannell
118. Aglaia vitiensis A.C.Sm.